# Septotrullula bacilligera
Septotrullula bacilligera är en svampart som beskrevs av Höhn. 1902. Septotrullula bacilligera ingår i släktet Septotrullula, divisionen sporsäcksvampar och riket svampar.  Utöver nominatformen finns också underarten cambrica.